# Paul Vario
Paul Frank Vario, detto Paulie (New York, 10 luglio 1914 – Fort Worth, 3 maggio 1988), è stato un mafioso statunitense di origini siciliane.
Fu un membro della famiglia mafiosa Lucchese. Assunse e mantenne il ruolo di caporegime fino agli anni settanta, dopodiché si dimise. Vario era inoltre uno dei cugini di John e Steven Oddo, membri della famiglia Colombo. Gli altri membri della Famiglia Lucchese con cui Vario era in contatto erano Stefano LaSalle, Carmine Tramunti (boss) e Anthony Corallo (leader successivo). Sotto la direzione di Corallo, vi era come vice boss Salvatore "Tom Mix" Santoro, Sr.

## Biografia
Vario nacque a New York, dove visse tutta la sua vita, il 10 luglio 1914; crebbe nel quartiere di South Brooklyn, e fin dalla prima giovinezza si rivelò essere restio al vivere civile, tanto che nel 1925, a soli undici anni, venne condannato a 7 mesi di carcere per aver eluso la scuola dell'obbligo. dove conobbe presto la vita criminale. Dimostrò subito un carattere estremamente violento, tanto che nel 1937 venne condannato a dieci anni, assieme all'amico e compare Anthony Romano, per violenza sessuale ai danni di una sedicenne. Cominciò con una serie di furti presso l'aeroporto JFK, dopodiché dirottò un aereo. Vario poi conobbe ed entrò in affari anche con membri della famiglia Gambino, come Carmine Fatico ed il famigerato John Gotti.
Quando Vario divenne abbastanza ricco, riuscì ad aprire diversi locali di giochi d'azzardo nel quartiere di Brownsville a New York. In seguito fu accusato ed arrestato per gioco illegale, ma rifiutò di cooperare con l'FBI. Fu scarcerato nel 1975, ma non ritornò nella sua cricca criminale. Cominciò però a spacciare droga grazie al suo neo-conoscente Joseph "Joe Beck" DiPalmero. L'FBI intercettò fin dagli albori questo nuovo traffico, e ne stimò la portata in circa 30 tonnellate di traffico di narcotici.
Vario fu di nuovo imprigionato nel 1984 grazie alle testimonianze di Henry Hill e vi rimase fino alla morte, avvenuta il 3 maggio 1988 nel penitenziario federale di Fort Worth, a causa di un'insufficienza respiratoria.

## Cultura di massa
Paul Vario è stato interpretato da Paul Sorvino nella celebre pellicola Quei bravi ragazzi di Martin Scorsese. Nel film il cognome di Vario fu mutato in "Cicero".